# Pennisetum tempisquense
Pennisetum tempisquense là một loài thực vật có hoa trong họ Hòa thảo. Loài này được R.W.Pohl mô tả khoa học đầu tiên năm 1976.